# شرکت سرمایه‌گذاری دبی
شرکت سرمایه‌گذاری دبی (به انگلیسی: Investment Corporation of Dubai) شرکت سرمایه‌گذاری و صندوق ذخیره ارزی اماراتی است، که در زمینه مدیریت سرمایه‌گذاری، مدیریت صندوق‌های سرمایه‌گذاری مشترک و معاملات سهام فعالیت می‌کند.
شرکت سرمایه‌گذاری دبی در سال ۲۰۰۶ راه‌اندازی شد و در حال حاضر به‌عنوان بازوی ارائه خدمات مالی دولت دبی، مالک شمار زیادی از شرکت‌های اماراتی مانند؛ گروه امارات (مالک هواپیمایی امارات)، شرکت ملی نفت امارات، بانک اسلامی دبی، بورس دبی، امارات ان‌بی‌دی، بانک اسلامی نور، گروه دبی، گروه گلداری، دبال و اعمار می‌باشد.
دفتر مرکزی این شرکت در شهر دبی، امارات متحده عربی قرار دارد.